# Mixed-Signal
Mixed-Signal (englisch, dt. Mischsignale bzw. gemischte Signale) ist ein Oberbegriff für die Verarbeitung von sowohl analogen als auch digitalen elektrischen (Eingangs-)Signalen in z. B. elektrischen Messgeräten wie etwa Oszilloskopen oder für integrierte Schaltkreise, die sowohl analoge als auch digitale Signale verarbeiten.
Da digitale Signale in der Regel recht steile Signalflanken mit entsprechendem Störpotential haben, werden in Mixed-Signal-Anwendungen besondere Vorkehrungen getroffen, damit die analogen Signale nicht von den digitalen gestört werden, z. B. Schirmung und getrennte, nur an einem Sternpunkt verbundene Massepotentiale. Beachtung und ggf. Kompromisse erfordern die unterschiedlichen Anforderungen von analogen und digitalen Schaltungen an den Halbleiter-Herstellungsprozess.
Ein Anwendungsbeispiel ist der Analog-Digital-Umsetzer.